# Rougeotiana lithina
Rougeotiana lithina là một loài bướm đêm trong họ Noctuidae.